# Каушалья
Кауша́лья (санскр. कौशल्या, IAST: kauśalyā) — персонаж индуистского эпоса «Рамаяна», старшая из трёх жён царя Дашаратхи, дочь царя государства Кошала и мать Рамы. Каушалья дружила со всеми жёнами царя Дашаратхи, и относилась к Бхарате как к родному сыну, так как во время изгнания Рамы он напоминал ей родного сына.